# 克拉里亚纳德卡尔德内尔
克拉里亚纳德卡尔德内尔，是西班牙加泰罗尼亚莱里达省的一个市镇。 总面积41平方公里，总人口151人（2001年），人口密度4人/平方公里。